# Cricotopus conformis
Cricotopus conformis är en tvåvingeart som beskrevs av Charles Howard Curran 1928. Cricotopus conformis ingår i släktet Cricotopus och familjen fjädermyggor. Inga underarter finns listade i Catalogue of Life.